# مارغريت إليوت
مارغريت إليوت (بالإنجليزية: Margaret Elliott)‏ هي كاتبة عدل ‏ وسيدة أعمال بريطانية، ولدت في 20 مارس 1951.